# Prunus phaeosticta
Prunus phaeosticta — вид квіткових рослин з родини трояндових (Rosaceae). Ареал охоплює такі країни: Китай, Гонконг, Індія (Аруначал-Прадеш), Лаос, Тайвань, Таїланд, В'єтнам.

## Середовище
Росте в гірських лісах на висотах від 900 до 2000 метрів. Основними загрозами для цього виду є вирубка лісів та руйнування середовища існування через перетворення на сільськогосподарські угіддя та плантації. Деяким субпопуляціям загрожує забудова доріг і туризм.

## Морфологічний опис
Це невелике дерево або кущ від 5 до 7 метрів заввишки.